# ICC World Test Championship
Die ICC World Test Championship ist die Weltmeisterschaft im Test Cricket der Männer. Sie wurde als dritte Weltmeisterschaft nach dem Cricket World Cup für One-Day Cricket und dem ICC Men’s T20 World Cup für Twenty20s im Jahr 2019 eingeführt. In Zyklen über jeweils zwei Jahren bestimmen neun Mannschaften im Ligasystem die Finalteilnehmer. Aktueller Weltmeister ist Australien.

## Geschichte
Der Geschäftsführer des ICC, Haroon Lorgat, hatte im Juli 2010 vorgeschlagen alle vier Jahre ein Turnier zwischen den vier besten Mannschaften um eine Weltmeisterschaft im Test Cricket austragen zu lassen. Der erste Vorschlag beinhaltete, dass dieses Turnier anstatt der ICC Champions Trophy 2013 in England ausgetragen würde. Dieser Plan wurde jedoch zurückgestellt, da sich der ICC an bestehende Verträge für die Übertragungsrechte gebunden sah. Seitdem wurde die erste Ausgabe des Turniers in der zukünftigen Planung des Turnierkalenders im Jahr 2017 festgeschrieben. Dieses wurde jedoch abgesagt und durch die ICC Champions Trophy 2017 ersetzt. Am 13. Oktober 2017 wurde beschlossen eine Test-Liga einzuführen, die ICC World Test Championship 2019–2021. Diese ließ die besten neun Test-Mannschaften (also ohne Afghanistan, Irland und Simbabwe) in einem festen Format ab 2019 innerhalb von zwei Jahren gegeneinander spielen. Die beiden besten Mannschaften bestritten dann ein Finale im Juni 2021 gegeneinander. Dabei konnte sich Neuseeland gegen Indien mit 8 Wickets durchsetzen. Bei der folgenden Ausgabe, der ICC World Test Championship 2021–2023, die ebenfalls über zwei Jahre abgehalten wurde, gewann im Juni 2023 Australien gegen Indien das Finale mit 209 Runs.

## Austragungen
| Jahr      | Finaldaten          | Gastgeber                | Gewinner   | Finalgegner | Ergebnis                         |
| --------- | ------------------- | ------------------------ | ---------- | ----------- | -------------------------------- |
| 2019–2021 | 18. – 23. Juni 2021 | England (Southampton)    | Neuseeland | Indien      | Neuseeland gewinnt mit 8 Wickets |
| 2021–2023 | 7. – 11. Juni 2023  | England (London, Oval)   | Australien | Indien      | Australien gewinnt mit 209 Runs  |
| 2023–2025 | 11. – 14. Juni 2025 | England (London, Lord’s) | Südafrika  | Australien  | Südafrika gewinnt mit 5 Wickets  |
| 2025–2027 | Juni 2027           | England                  |            |             |                                  |

## Abschneiden der Mannschaften
| Team        | 2019–2021 | 2021–2023 | 2023–2025 | 2025–2027 | Teilnahmen |
| ----------- | --------- | --------- | --------- | --------- | ---------- |
| Australien  | 3         | 1         | 2         | Q         | 4          |
| Bangladesch | 9         | 9         | 7         | Q         | 4          |
| England     | 4         | 4         | 5         | Q         | 4          |
| Indien      | 2         | 2         | 3         | Q         | 4          |
| Neuseeland  | 1         | 6         | 4         | Q         | 4          |
| Pakistan    | 6         | 7         | 9         | Q         | 4          |
| Südafrika   | 5         | 3         | 1         | Q         | 4          |
| Sri Lanka   | 7         | 5         | 6         | Q         | 4          |
| West Indies | 8         | 8         | 8         | Q         | 4          |
| Teilnehmer  | 9         | 9         | 9         | 9         |            |